# Leopold I. Štajerski
Leopold I., tudi Liutpold, imenovan  Pogumni ali Močni († 24. oktober 1129), iz rodbine Traungaucev/Otakarjev , je bil med letoma 1122 in 1129 mejni grof Štajerske.
Leopold je bil sin  Otokarja II. in  Elizabete Avstrijske, hčerke mejnega grofa Leopolda II. Avstrijskega. Leta 1123 ali 1124 se je poročil s Sofijo Bavarsko († okoli 1145), hčerko  Henrika Črnega, teto cesarja Friderika Barbarose. 
Svoj vzdevek je dobil zaradi podpore Salzburškim škofom proti cesarju Henriku V. v investiturnem sporu.
Kot glavni dedič po Henriku III., poslednjem Eppensteinerju , očetovemu bratrancu, je podedoval leta 1122 njegove bogate  alode, provincia Graslupp, to je ves okraj Neumarkt na Štajerskem) in Sankt Lambrechta v regiji Murau, ter na Koroškem (grofijo Breže), kakor tudi pod štajersko pripadajoče območje doline ob reki Muri do Leobna in južno od Bruck an der Mur do Göstinga, območje doline Murice (Mürz) s pokrajino okoli Mariazella  ter celoten okraj  Voitsberg. Ta dediščina je omogočila razvoj mejne grofije.
Leopold je v Hartbergu zgradil prvo palačo in svoj prvi trg v marki. Drugo palačo je dal zgraditi v Grauscharn/Pürgg. Bil je tudi odvetnik samostana St. Lambrechta.
Leta 1129 dal ustanoviti najstarejši avstrijski cistercijanski samostana Rein (pri Gradcu) ter je bil leta 1123 soustanovitelj tudi   benediktinskega samostana Gleink.
Ker je bil ob njegovi smrti njegov sin Otokar III. star le 4 leta, je Štajerski veliko let vladala vdova Sofija.  
Ob obnovitvenih delih leta 2006 v samostanu Rein je bil med drugimi posvetnimi grobovi odkrit tudi njegov grob.  

## Otroci
- Otokar III.
- Elizabeta
- Margareta